# 王興謨
王興謨（？—？），江蘇松江府華亭縣人，清朝政治人物。

## 生平
由監生遵豫工事例捐納通判，乾隆四十三年（1778年）十月任四川岳池縣知縣。